# Murgon
Murgon – miasto w Australii, w stanie Queensland.